# Myadestes palmeri
Myadestes palmeri là một loài chim trong họ Turdidae.